# Wilhelmstraße 56 (Heilbronn)

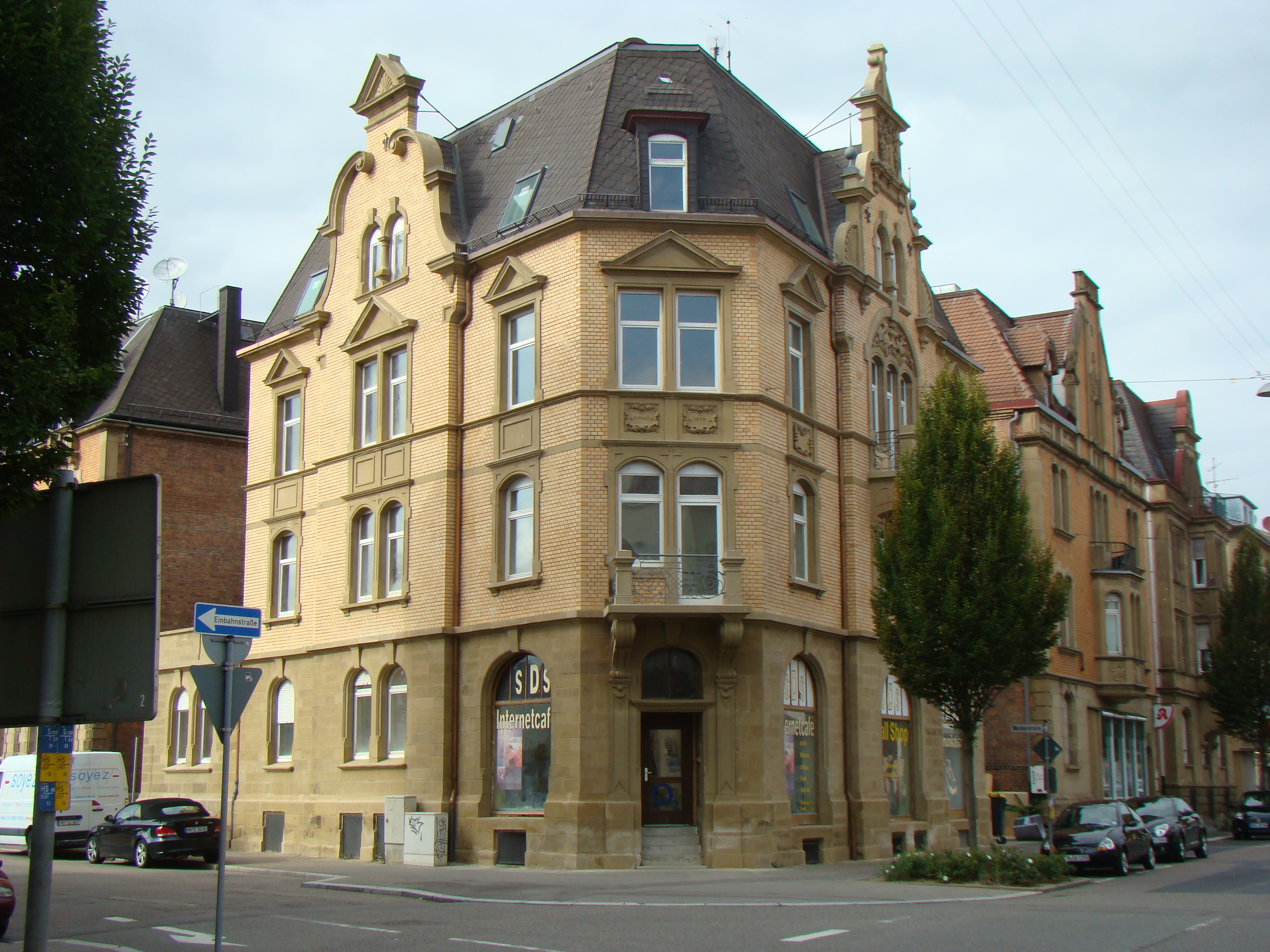
Haus Ecke Werderstraße / Wilhelmstraße 56

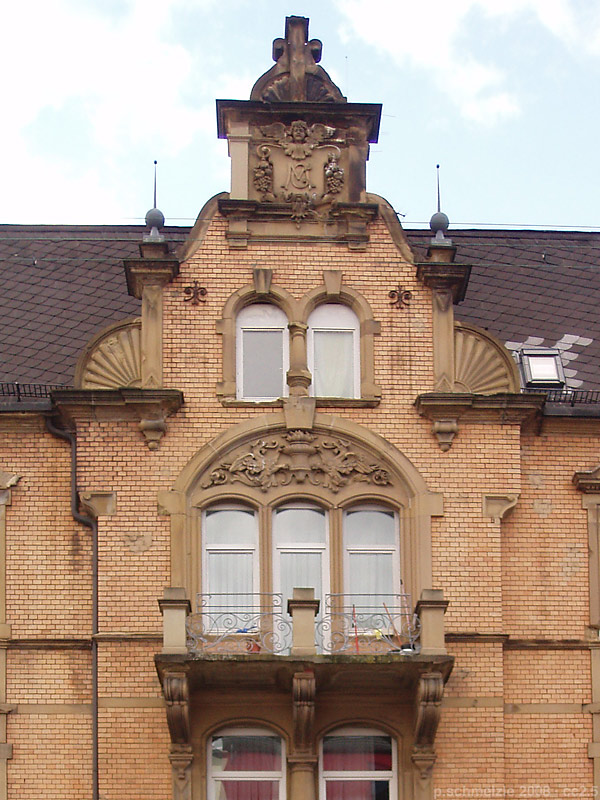
Detail Wilhelmstraße 56

Das Haus Wilhelmstraße 56 ist ein historisches Gebäude in Heilbronn, das unter Denkmalschutz steht.

## Beschreibung
Das Eckgebäude wurde 1898/1901 nach Entwürfen des Heilbronner Architekten August Dederer erbaut. Das dreigeschossige Eckgebäude mit abgeschrägter Ecke hat zwei Fassaden. Eine Fassade steht an der Werderstraße, die andere an der Wilhelmstraße.
Die Fassade an der Werderstraße wird durch drei Fensterachsen gegliedert, wobei die mittlere Fensterachse durch Zwillingsfenster und einen mittigen Giebel betont wird. Die Fassade an der Wilhelmstraße wird durch ebenso drei Fensterachsen gegliedert, wobei die mittlere Fensterachse durch Drillingsfenster mit Balkon in der Beletage und einen mittigen Giebel betont wird.
Aufwändige kunsthandwerkliche Bauplastik ist über dem Drillingsfenster der Beletage und im geschwungenen Giebel zu sehen.

## Geschichte
Das Gebäude gehörte 1950 Elisabeth Model, die im Erdgeschoss mit ihrem Mann ein Kaufhaus betrieb. Außerdem nutzen die Bauschlosserei Erwin Böhringer, der Bauunternehmer Richard Schulz und der Bürobedarfshändler Richard Eichmüller Räume im Gebäude. Zusätzlich waren Wohnungen vermietet. 1961 waren nur noch Model, Eichmüller und Wohnmieter dort gemeldet. Das Gebäude dient heute als Redaktionssitz für Hanix – Das Magazin aus Heilbronn.